# Robert Lawrence Stine
Pour les articles homonymes, voir Stine.
Œuvres principales
- Chair de poule

Robert Lawrence Stine, connu sous le nom de R. L. Stine, né le 8 octobre 1943 à Columbus en Ohio, est un écrivain américain. Il est l'auteur de nombreuses histoires d'horreur « grand public », notamment à travers les collections Frissons et Chair de poule. Il se décrit souvent comme le Stephen King des enfants.

## Biographie

### Jeunesse et formation
R.L. Stine est né en 1943 à Colombus (Ohio, États-Unis), il est le fils de Lewis Stine et d'Anne Feinstein Stine,. Il grandit à Bexley avec son frère cadet et sa sœur.
La famille Stine vit dans la pauvreté, ainsi, il doit porter les vêtements usagés de son cousin pour aller en classe.
Alors qu'il a 9 ans, il découvre une machine à écrire dans son grenier et entame l'écriture de son premier recueil d'histoires drôles.
Pendant son enfance et son adolescence il lit Edgar Allan Poe, les thrillers de Ray Bradbury, les bandes dessinées comme Tales from The Crypt et The Vault of Horror et écoute assidûment les émissions de science-fiction à la radio.
En 1965 il obtient le Bachelor of Arts (licence) à l'université d'état de l'Ohio. Pendant ses études universitaires, il crée le magazine humoristique The Sundial, édité par l'université de l'Ohio.

### Carrière
Il part pour New York en 1967 dans l'espoir de devenir écrivain. Dans un premier temps, il écrit plusieurs livres humoristiques pour enfants, publiés sous le nom de Jovial Bob Stine, et il crée un magazine humoristique pour la jeunesse, Bananas, édité par Scholastic Corporation et dont il sera le rédacteur en chef durant dix ans. Son premier livre pour enfants a pour titre How to be funny / Comment être drôle.
En 1968, il rencontre sa future épouse, Jane Waldhorn, avec qui il fonde les éditions Parachute Publishing (en). Il change alors de voie et décide d'écrire des livres d'épouvante pour les enfants.
En 1986, il écrit sa première histoire d'horreur pour adolescents, Blind Date, qui devient immédiatement un best seller, suivi d'autres succès comme Beach House, The Babysitter et Hit and Run.
En 1989, il crée la série Fear Street. Elle comportera 51 titres et totalisera en 2014 80 millions d'exemplaires vendus,.
En 1992, il crée la série Goosebumps / Chair de poule. Les titres, publiés par les éditions Parachute Press, seront traduits et diffusés en France par les éditions Bayard Presse.
Goosebumps / Chair de poule est la série pour enfants et adolescents la plus vendue au monde, totalisant plus de 400 millions d'exemplaires vendus.
En 1999, il voyage en Angleterre et y reste trois ans, rencontrant d'autres écrivains anglais.
En 2007, Stephen King dit à son sujet qu'il est perhaps the best-selling children’s author of the 20th century / probablement l’auteur pour enfants le plus vendu du XXe siècle, et si on le compare à d'autres best-sellers comme les sagas Harry Potter de J. K. Rowling et The Hunger Games de Suzanne Collins, Stine a de loin écrit le plus grand nombre de livres. 
En 2020, il publie une série de livres sur l'univers des Crados.

### Vie privée
Le 22 juin 1969, il épouse Jane Waldhorn, le couple a un fils Matthew Daniel né en 1980.
R. L. Stine habite dans l'Upper West Side, à Manhattan, avec son épouse, Jane, et leur épagneul King Charles, Minnie.

## Filmographie

### Séries télévisées
- 1995-1998 : Chair de poule (Goosebumps), série télévisée canadienne en 74 épisodes de 21 minutes, créée par Deborah Forte, adaptée de la série de romans Chair de poule de R. L. Stine.
- 2001-2002 : Aux portes du cauchemar (The Nightmare Room), série télévisée américaine en 13 épisodes de 23 minutes, créée par David Jackson et Ron Oliver, d'après la collection de livre Aux portes du cauchemar.
- 2010-2014 : L'Heure de la peur ( R.L. Stine's The Haunting Hour), série télévisée américano-canadienne en 76 épisodes de 22 minutes créée par R. L. Stine.
- 2025-2016 : Eye Candy, série télévisée américaine en 10 épisodes de 41 minutes, basée sur le roman de R. L. Stine.
- 2021 : De l'autre côté (Just Beyond), série télévisée américaine en 8 épisodes de 34 minutes, basée sur les comics de R. L. Stine.
- 2023 : Chair de poule (Goosebumps), nouvelle série télévisée américaine en 10 épisodes, adaptée de la série de romans Chair de poule de R. L. Stine.

### Téléfilms
- 2001 : Halloween d'enfer (When Good Ghouls Go Bad), téléfilm américain réalisé par Patrick Read Johnson, avec Christopher Lloyd.

### Longs métrages
- 2007 : Le Livre maléfique (The Haunting Hour Volume One: Don't Think About It, film américain de Alex Zamm avec Emily Osment, Brittany Curran, Cody Linley.
- 2008 : Le Pacte mystérieux (Mostly Ghostly) (DTV), film américain réalisé par Richard Correll, avec Madison Pettis, Sterling Beaumon, Luke Benward.
- 2014 : Le Pacte mystérieux 2: Ma goule chérie (Mostly ghostly : Have you met my ghoulfriend ?), film américain réalisé par Peter Hewitt, avec Bella Thorne, Ryan Ochoa, Roshon Fegan, Madison Pettis, Calum Worthy, Wyatt Bernard
- 2015 : Monsterville : Le Couloir des horreurs (R.L. Stine's Monsterville : The Cabinet of Souls), film américain réalisé par Peter DeLuise, avec Katherine McNamara, Dove Cameron, Ryan McCartan, Laine MacNeil, Briana Buckmaster.
- 2015 : Chair de poule, le film (Goosebumps), film américain réalisé par Rob Letterman, avec Jack Black, d'après les personnages de R. L. Stine.
- 2016 : Mostly ghostly : Une nuit dans la maison hanté, film américain réalisé par Ron Oliver, avec Corey Fogelmanis, Sophie Reynolds, Morgan Fairchild et Danny Trejo
- 2018 : Chair de poule 2 : Les Fantômes d'Halloween (Goosebumps 2: Haunted Halloween), film américain réalisé par Ari Sandel, avec Madison Iseman, Wendi McLendon-Covey, Ken Jeong et R.L. Stine en caméo
- 2021 : Fear Street, partie 1 : 1994 (Fear Street Part 1: 1994), film américain réalisé par Leigh Janiak, d'après sa série littéraire Fear Street.
- 2021 : Fear Street, partie 2 : 1978 (Fear Street Part 2: 1978), film américain réalisé par Leigh Janiak, d'après sa série littéraire Fear Street.
- 2021 : Fear Street, partie 3 : 1666 (Fear Street Part 3: 1666), film américain réalisé par Leigh Janiak, d'après sa série littéraire Fear Street.
- Fear Street: Prom Queen, film américain réalisé par Matt Palmer, d'après sa série littéraire Fear Street.

## Caméos
- Un homme coiffé d'un chapeau, habillé d'un imperméable noir et portant un attaché-case aux initiales R. L. Stine figure au début du générique de la série télévisée Chair de poule adaptée de ses romans. R. L. Stine a déclaré dans une interview qu'il ne s'agissait pas de lui mais d'un acteur, le générique ayant été tourné à Toronto, au Canada, à un moment où il ne pouvait s'y rendre[18].

- Il apparaît dans son propre rôle d'écrivain au début et à la fin de certains des épisodes qui sont en deux parties dans les saisons 1 et 2 de la série télévisée Chair de poule. Il s'agit d'épisodes qui ont d'abord été diffusés aux États-Unis en une seule partie lors de soirées spéciales : Le Masque hanté, Le Masque Hanté II, La Tour de la terreur, La Maison des morts, Le Pantin maléfique et Le Loup-garou des marécages. Il présente l'épisode, avec un humour noir à la manière d'Alfred Hitchcock. Il revient en épilogue pour exposer sa morale de l'histoire.
- Dans la série télévisée Aux portes du cauchemar (2001-2002) adaptée de ses romans du même nom, il prononce des propos d'ouverture pendant le générique et une morale à la fin de chaque épisode. En réalité, il est incarné par James Avery, doublé en français par Pascal Renwick.
- L'acteur Jack Black incarne R. L. Stine en 2015 dans le film Chair de poule, le film. On peut apercevoir très brièvement tout à la fin du film R. L. Stine dans le rôle de M. Black, le nouveau professeur de théâtre.